# Isophyllia
Genre
Isophyllia est un genre de scléractiniaires (coraux durs).

## Liste sous-taxons
- Isophyllia sinuosa (Ellis et Solander, 1786)